# Chương trình đánh giá xe mới

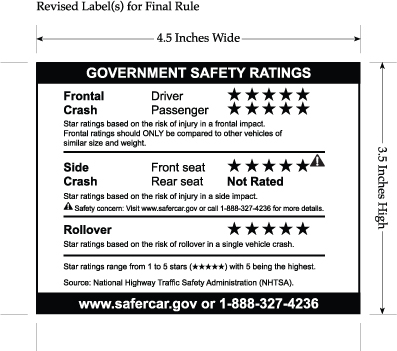
Nhãn thông tin người tiêu dùng cho một chiếc xe có ít nhất một xếp hạng sao NCAP

Chương trình đánh giá xe mới (hoặc Chương trình) là một chương trình an toàn xe hơi của chính phủ được giao nhiệm vụ đánh giá các thiết kế ô tô mới để thực hiện chống lại các mối đe dọa an toàn khác nhau.

## Lịch sử
NCAP đầu tiên được tạo ra vào năm 1979, bởi Cơ quan an toàn giao thông đường cao tốc quốc gia Hoa Kỳ. Chương trình này được thành lập để đáp ứng Tiêu đề II của Đạo luật tiết kiệm chi phí và thông tin xe cơ giới năm 1972, nhằm khuyến khích các nhà sản xuất chế tạo phương tiện an toàn hơn và người tiêu dùng mua chúng. Theo thời gian, cơ quan đã cải thiện chương trình bằng cách thêm các chương trình xếp hạng, tạo điều kiện truy cập vào kết quả kiểm tra và sửa đổi định dạng của thông tin để giúp người tiêu dùng dễ hiểu hơn. NHTSA khẳng định chương trình đã ảnh hưởng đến các nhà sản xuất để chế tạo những chiếc xe luôn đạt được thứ hạng cao. Thử nghiệm va chạm trước tiêu chuẩn, 35 dặm / giờ là ngày 21 tháng 5 năm 1979 và kết quả đầu tiên được công bố vào ngày 15 tháng 10 năm đó. Cơ quan này đã thiết lập một giao thức thử nghiệm tác động trực diện dựa trên Tiêu chuẩn an toàn phương tiện xe cơ giới liên bang 208 (Bảo vệ tai nạn lao động liên bang), ngoại trừ thử nghiệm NCAP 4 phía trước được thực hiện ở tốc độ 56 km/h (35 dặm / giờ), thay vì 48 km / giờ (30 dặm / giờ) theo yêu cầu của FMVSS số 208.
Chương trình châu Âu, Euro NCAP, được thành lập năm 1997 bởi Phòng thí nghiệm nghiên cứu giao thông cho Bộ giao thông Anh và được hỗ trợ bởi một số chính phủ châu Âu, cũng như Liên minh châu Âu. Có trụ sở tại Brussels, Bỉ, chương trình châu Âu được mô phỏng theo chương trình của Mỹ. Các khu vực khác có chương trình tương tự (nhưng không giống nhau) bao gồm Úc và New Zealand với ANCAP, Mỹ Latinh với Latin NCAP và Trung Quốc với C-NCAP.
Vào những năm 2000, cơ quan Hoa Kỳ đã tìm cách cải thiện việc phổ biến xếp hạng NCAP và là kết quả của Đạo luật Công bằng Giao thông An toàn, Có trách nhiệm, Linh hoạt, Hiệu quả: Di sản cho Người dùng (SAFEEA LU LU). Nó đã làm như vậy bằng cách ban hành Quy tắc cuối cùng yêu cầu các nhà sản xuất đặt xếp hạng sao NCAP trên nhãn dán Monroney (nhãn dán giá ô tô). Quy tắc này có ngày tuân thủ ngày 1 tháng 9 năm 2007.

## Các tổ chức
Các NCAP khác nhau là:
| Tên                                              | Viết tắt            | Thành lập               | Địa điểm                   |
| ------------------------------------------------ | ------------------- | ----------------------- | -------------------------- |
| Chương trình đánh giá an toàn xe mới Hoa Kỳ      | US NCAP (U.S. NCAP) | 1978                    | Washington, DC, Hoa Kỳ     |
| Viện An toàn Xa lộ                               | IIHS                | 1959, Ratings from 1995 | Arlington, VA, Hoa Kỳ      |
| Chương trình đánh giá an toàn xe mới Australasia | ANCAP               | 1993                    | Canberra, Australia        |
| Chương trình đánh giá an toàn xe mới Nhật Bản    | JNCAP               | 1995                    | Tokyo, Japan               |
| Chương trình đánh giá an toàn xe mới châu Âu     | Euro NCAP           | 1997                    | Brussels, Bỉ               |
| Chương trình đánh giá an toàn xe mới Hàn Quốc    | KNCAP               | 1999                    | Seoul, Hàn Quốc            |
| China – New Car Assessment Programme             | C-NCAP              | 2006                    | Thiên Tân, Trung Quốc      |
| Chương trình đánh giá an toàn xe mới Latin       | Latin NCAP          | 2010                    | Montevideo, Uruguay        |
| Chương trình đánh giá an toàn xe mới Đông Nam Á  | ASEAN NCAP          | 2011                    | Kajang, Selangor, Malaysia |
| Chương trình đánh giá an toàn xe mới toàn cầu    | GNCAP               | 2011                    | London, Đại Anh            |
| Chương trình đánh giá an toàn xe mới của Bharat  | BNVSAP              | 2017                    | tbd                        |